# Pilophorus geminus
Pilophorus geminus är en insektsart som beskrevs av Knight 1968. Pilophorus geminus ingår i släktet Pilophorus och familjen ängsskinnbaggar. Inga underarter finns listade i Catalogue of Life.